# Alda Levi

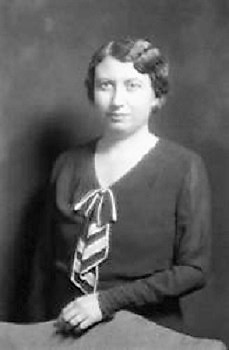
Alda Levi

Alda Levi (auch Alda Levi Spinazzola, geboren am 16. Juni 1890 in Bologna; gestorben am 23. Juni 1950 in Rom) war eine italienische Klassische Archäologin.

Alda Levi studierte an der Universität Padua, machte ihren Abschluss zunächst in Geisteswissenschaften und erwarb 1913 ein Lehramtsdiplom. 1915 trat sie die Stelle einer Inspektorin bei der Soprintendenza Archeologica für die Provinzen Neapel, Caserta, Avellino, Salerno, Benevent und Campobasso an. Hier lernte sie ihren späteren Mann Vittorio Spinazzola, den zuständigen Soprintendente, kennen. Sie widmete sich in diesen Jahren der Erforschung der Phlegräischen Felder und dem Umland von Sorrent. 1923 wurde sie in Archäologie habilitiert.
1924 versetzte man sie an die Soprintendenza von Bologna in Turin, 1925 nach Mailand, wo sie die Außenstelle für die Lombardei der Soprintendenza für Museen und Ausgrabungen der Lombardei, Piemonts und Liguriens vertrat. In der Lombardei war sie die einzige Verantwortliche für Archäologie und erzielte als Pionierin in diesem Gebiet wichtige Forschungsergebnisse zur antiken Topographie Mailands. Unter anderem wurden unter ihrer Leitung der älteste Verlauf der Stadtmauer Mailands erforscht und die Reste des Amphitheaters und des Theaters der Stadt entdeckt. Überhaupt war sie eine der ersten Frauen in derart verantwortlicher Position innerhalb der Denkmalpflege Italiens. 1932 heiratete sie Vittorio Spinazzola, 1939 verlor sie aufgrund der faschistischen Rassengesetze von 1938 ihre Stelle und zog nach Rom.  Nach dem Tod ihres Mannes im Jahr 1943 bereitete sie die Herausgabe seines letzten Werkes über die Ausgrabungen der Via dell’Abbondanza in Pompeji vor. 1945 wurde sie rehabilitiert und als Numismatikerin am Museo Nazionale Romano angestellt. 
Das 2004 eröffnete Antiquarium in Mailand trägt ihren Namen: Antiquarium di Milano „Alda Levi“.

## Publikationen (Auswahl)
- Le terrecotte figurate del Museo nazionale di Napoli. Vallecchi, Florenz 1926.
- Sculture greche e romane del Palazzo Ducale di Mantova. Bretschneider, Rom 1931.
- La patera d’argento di Parabiago. Istituto poligrafico dello stato, Rom 1935.